# علامة المحيط

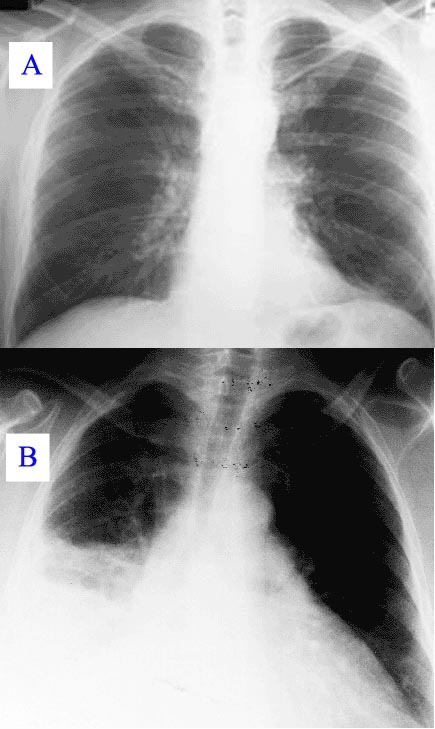
A) أشعة صدر طبيعية ; B) حمى الالتهاب الرئوي التي تؤثر على الفصوص اليمنى السفلى والمتوسطة. لاحظ فقدان الصورة الظلية العادية بين الرئة المصابة وحدود القلب اليمنى وكذلك بين الرئة المصابة وحدود الحجاب الحاجز اليمنى. هذه الظاهرة تسمى "علامة المحيط"

علامة المحيط أو علامة الظل (بالإنجليزية: Silhouette sign)، هي علامة في علم الأشعة، تُشير إلى فقدان الحدود الطبيعية بين الهياكل الصدرية. عادةً ما يكون سببها كتلة مشعة داخل الصدر تمس حدود القلب أو الشريان الأورطي. بمعنى آخر، من الصعب تحديد حدود بنية معينة - طبيعية أو غير ذلك - لأنها بجوار بنية كثيفة أخرى، يظهر كلاهما أبيضًا على الأشعة السينية القياسية.
قد يحدث ذلك -على سبيل المثال- في متلازمة الفص الأيمن، حيث تختفي حدود هامش القلب على الجهة اليمنى، وفي الالتهاب الرئوي في الفص السفلي الأيمن، حيث تختفي حدود الحجاب الحاجز على الجانب الأيمن، بينما يبقى هامش القلب على الجهة اليُمنى واضحاً.
علامة المحيط مفيدة جداً في تحديد موقع آفات الرئة في الصورة الإشعاعية؛ حيث أن جميع الهياكل التي تشكل صورة ظلية للقلب على اتصال مع جزء معين من الرئة.

## روابط خارجية
- The Silhouette Sign Revisited, Vernon J. Louw, Adrian Schmidt, Chris T. Bolliger. Lung Unit, Department of Internal Medicine, Tygerberg Hospital, Cape Town, South Africa.
- The silhouette sign and possible mechanisms نسخة محفوظة 21 فبراير 2010 على موقع واي باك مشين., Ian Maddison Nov 1994, revised Nov. 2007.
- Silhouette Sign